# Елисеева, Светлана Вячеславовна
Светлана Вячеславовна Елисеева (29 декабря 2002, Москва) — российская футболистка, полузащитница «Крыльев Советов».

## Биография
Воспитанница футбольной школы «Чертаново», первый тренер — Анастасия Блынская. Входила в юниорскую сборную Москвы.
В 2019 году переведена в основную команду «Чертаново». Дебютный матч в высшем дивизионе России сыграла 11 апреля 2019 года против «Енисея», проведя на поле все 90 минут. Всего в первом сезоне провела 7 матчей в высшей лиге.
Играла в Молодёжном составе московского «Динамо» с 10 января 2022 года.
Первый матч за основную команду «Динамо» в Суперлиге провела 29 июля 2023 года против «Звезды-2005». В январе 2025 года перешла в самарские «Крылья Советов».
Выступала за юниорскую сборную России (до 17 лет), была её основным игроком, провела 26 матчей, из них 12 — в отборочных турнирах первенств Европы. После перехода в более старшую возрастную категорию потеряла место в основе, сыграв лишь один матч за молодёжную сборную России (до 19 лет) в августе 2019 года. По состоянию на весну 2021 года вызывалась в молодёжную сборную как запасной игрок.